# 特雷門

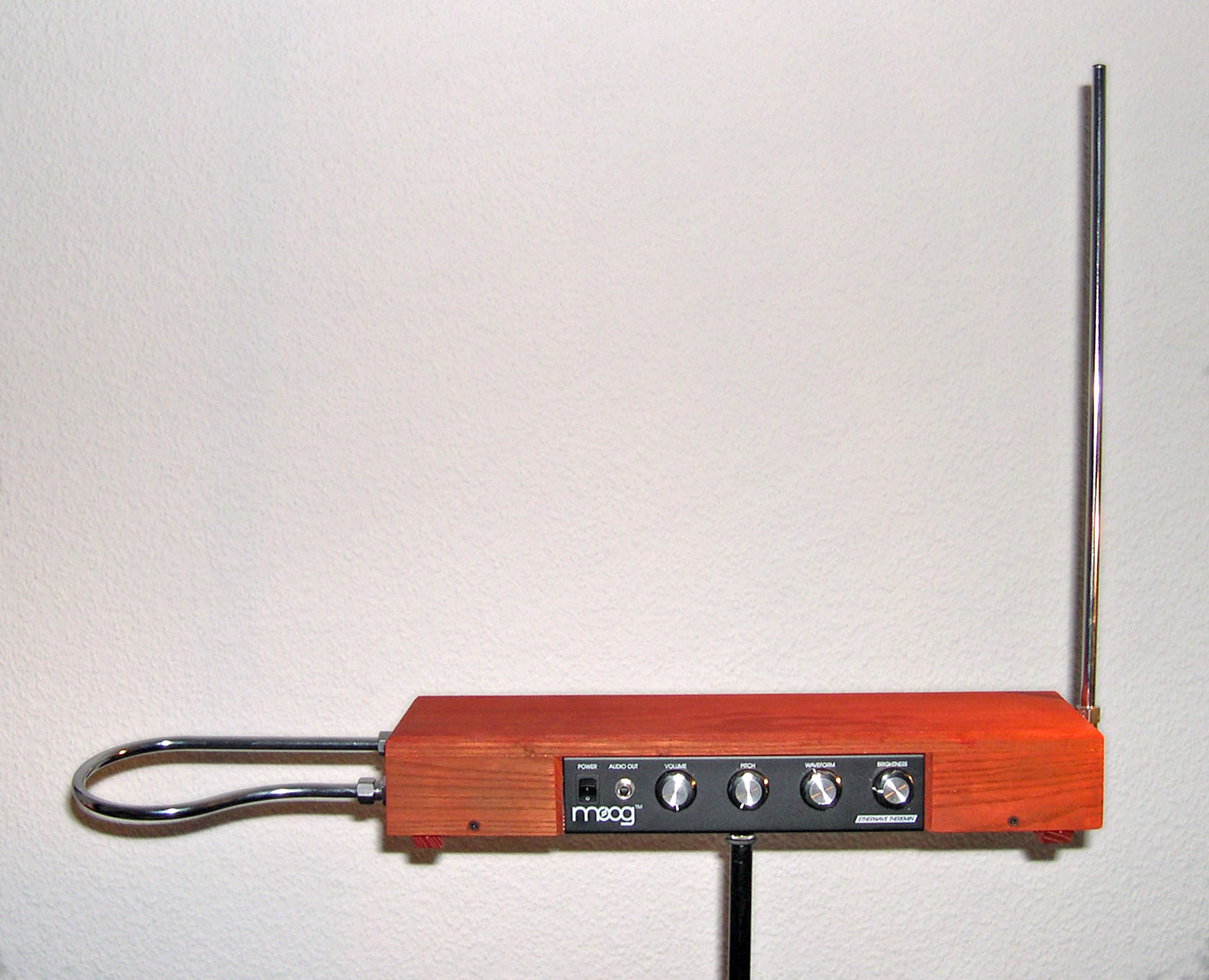
特雷門中右邊垂直的天線是用來控制輸出的音頻高低，左邊的水平天線則是用來控制音量大小。

特雷門（英語：Theremin，又譯為泰雷明、泰勒明）是1919年时由俄國發明家李昂·特雷門（Лев Термен；，移民美國後較常稱為，1896年-1993年）所發明的一種插電樂器，是最早期的模拟電子樂器之一。別稱為（俄語），（英語）。
1929年約瑟·舒爾凌格為特雷門琴創作了一首《特雷門與樂隊組曲》，並由發明家親自演奏。

## 原理
特雷門琴1919年發明，樂器包含有兩個像天線的突出構造，一個是長直金屬桿，一個是環狀的水平金屬圈，垂直桿控制音頻率高低，水平環狀圈控制音量大小。原理是利用手與天線構造的距離遠近，改變其電容之大小，而影響其振盪迴路之振盪頻率。
由於音色特殊，早期許多電影的恐怖氣氛都是用它來營造的。
不過因為手的位置沒有明顯的記號可參考，完全靠演奏者的感覺，音準控制不易，操作起來有相當的難度，根據last.fm （页面存档备份，存于），全世界專精此項樂器之知名演奏家約240多位。

## 著名特雷門演奏家
- 克莱拉·洛克摩尔
- 莉迪亞·嘉芬娜（英语：Lydia Kavina）[2]
- 凱緹卡·伊雷尼（英语：Katica Illényi）
- 彭美娜·卻斯汀（英语：Pamelia Kurstin）[3]

## 相關出版品
日本学研「大人の科学」雜誌於2007年出版vol.17 Theremin Mini （页面存档备份，存于）, 該期雜誌內有原理詳解 （页面存档备份，存于），迷你Theremin需由玩家自己組裝。

## 外部連結
- Theremin Music （页面存档备份，存于） （英文）
- friends of theremin （页面存档备份，存于） （日語）
- Moog Music （页面存档备份，存于） （英文）
- TeleTouch （页面存档备份，存于） （英文）
- E-WINDS （日語）
- 電影Theremin （日語）
- テルミンWiki音楽辞典 （日語）

演奏影片
- Video